# Nikkie Plessen

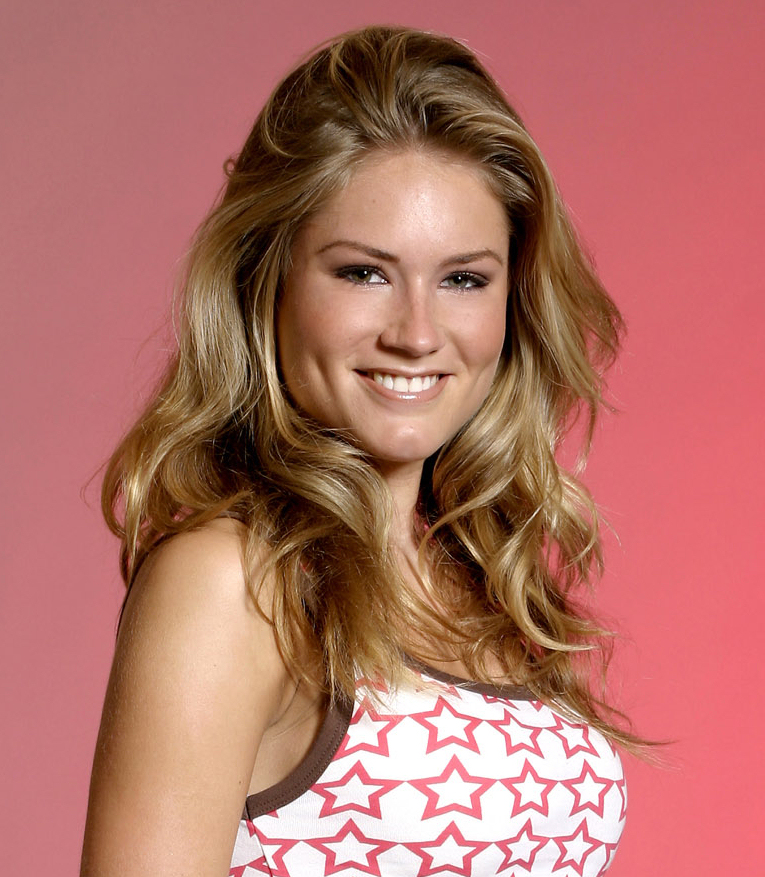
Nikkie Plessen

Nikkie Plessen (* 8. Mai 1985 in Utrecht) ist eine niederländische Schauspielerin, Moderatorin und Model.

## Leben
Plessen wurde in Utrecht geboren und wuchs in Wijk bij Duurstede auf. Im Alter von fünf Jahren besuchte sie 1990 verschiedene Tanzschulen und übte sich im Stepptanz, Jazz Ballett und Video-Tanz. Anschließend ging sie mit neun Jahren an die Theaterschule von Roel Tijhof, dort spielte sie bis 2000 in mehreren kleinen Musicals und Theaterstücken. 2002 schloss sie mit dem Havo-Zeugnis am Revius College in Doorn ab und begann 2004 mit dem Jura-Studium an der Universität von Amsterdam. Das Studium brach sie jedoch für ihre Fernsehkarriere ohne Abschluss ab.

### Schauspiel & Moderationskarriere
Plessen bekam bereits 1998 eine wiederkehrende Rolle als Marieke de Jong in der niederländischen Seifenoper Onderweg naar Morgen und kehrte in den folgenden Jahren bis 2000 immer wieder in dieser Rolle zurück. Im Jahr 2000 sollte sie, unter der Regie von Martin Koolhoven, ihre erste und bislang einzige Spielfilmrolle als Vera im Romantic-Thriller The Cave spielen. 2001 folgte eine dreimonatige Gastrolle in der niederländischen Seifenoper Goede tijden, slechte tijden.
Im Jahr 2004 arbeitete sie ehrenamtlich für ein Jahr am AMC Krankenhaus in Amsterdam als Moderatorin des Emma Kinder TV.
Anschließend bekam sie mit 19 Jahren die Rolle der Irina van Beek in der Jetix-Kinderabenteuerserie Hotnews.nl und blieb der Serie ein Jahr treu. Danach wurde Plessen am 6. September 2006 als Video-Jockey beim niederländischen Musikfernsehsender The Music Factory vorgestellt, dort übernahm sie im Sommer 2008 von Renate Verbaan die Moderation der Talkshow Reaction. Zudem präsentierte Plessen gelegentlich die Late-Night-Show De Dagrand.
Im Jahr 2008 vollzog Plessen ihren Wechsel zu RTL 5 und moderierte die Fernsehshows Can’t Buy Me Love, Miss & Mrs. Perfect und We Love The 90’s Met Nikkie.
Seit Ende 2010 moderierte sie zudem De 15..., die niederländische Version von Die 10 …. Am 13. Dezember 2012 wurden ihre Sendungen vorübergehend von RTL 5 vom Sender genommen und man ließ ihren Vertrag einfrieren. Nach ihrem Ausstieg als Moderatorin bei RTL 5, wurde sie im Januar 2013 Modedesignerin und veröffentlichte ihre erste Modelinie.

## Privates
Seit 2003 führt sie eine Beziehung mit dem Selfmade-Millionär Ruben Bontekoe, mit dem sie eine gemeinsame Tochter hat.

## Filmografie

### Als Schauspielerin

#### Film
- 2000: De Grot

#### Fernsehen
- 1998–1999: Onderweg naar morgen
- 2001: Goede tijden, slechte tijden
- 2001: Wet en Waan
- 2002: Costa!
- 2002: IC
- 2003–2005: Onderweg naar morgen
- 2004–2006: Kees & Co
- 2006: Hotnews.nl

### Als Moderatorin
- 2006–2008: TMF - VJ Nikkie
- 2007: Dancing with the Stars 3
- 2008: Can’t buy me love
- 2008: Miss & Mrs. Perfect
- 2009: We Love The 90’s
- 2009: Ibiza 24/7
- 2010: Holland’s Best Fashion Designer
- 2010 bis heute: De 15...
- 2011: X Cherso
- 2011: New Chicks: Brabantse Nachten op Curacao
- 2012: Junior Dance VIP (Jurymitglied)